# Ruby Winters
Ruby Winters (Louisville, 18 januari 1942 - Missouri City, 7 augustus 2016) was een Amerikaanse r&b- en soulzangeres. Winters nam voornamelijk op in Nashville en had verschillende r&b-hits van 1967 tot 1974, maar is vooral bekend om haar 1977 Britse Top 10-hit I Will.

## Carrière
Ruby Winters werd geboren in Louisville, Kentucky als dochter van Charles Forehand jr. en Lucille Inez Forehand. Vanaf 5-jarige leeftijd, na de dood van haar moeder, werd Winters opgevoed in Cincinnati, (Ohio) door grootmoeder Jeanetta Bradshaw, die Winters' voorliefde voor zingen aanmoedigde, voor het eerst tot uiting gebracht in de kerk op 4-jarige leeftijd. Op 16-jarige leeftijd begon Winters professioneel te zingen en uiteindelijk breidde ze haar focus uit tot meer dan alleen optreden in Louisville. In 1966 zong Winters in de Charlie Daniels Band, zij en Daniels hadden beiden Bill Sizemore als manager. Sizemore was ook manager van zanger Ronnie Dove en speelde het klaar om Dove's label Diamond Records te interesseren voor het opnemen van Winters, waarvan de resulterende debuutsingle In the Middle of a Heartache (een compositie van Charlie Daniels) werd opgenomen in de Sambo Studios in Louisville voor een publicatie in juli 1966 en bereikte de Top 30 in de hitparade voor WAKY 790-Louisville.
De regionale interesse in Winters' debuutsingle bracht Diamond Records en Phil Kahl ertoe om zelf toezicht te houden op Winters' volgende opnamesessie die begin 1967 in Nashville plaatsvond, voordat Kahl New York verliet met de bedoeling om verschillende Nashville-sessies te produceren voor Winters en een andere Diamond Records-act: Johnny Thunder. Labelpresident Joe Kolsky had voorgesteld dat Kahl Winters en Thunder als duo zou opnemen, waarbij Kolsky het recente hitparadesucces had opgemerkt van de Peaches & Herb-remake van de traditionele popstandard Let's Fall in Love en ook het huidige Marvin Gaye/Kim Weston hitduet It Takes Two. Kahl nam Winters en Thunder op als een duet dat de pophits Teach Me Tonight en Make Love to Me uit de jaren 1950 opnieuw leven inblies. Met Make Love to Me als de A-kant werd de single in februari 1967 uitgebracht en plaatste zich in april 1967 in de r&b-hitlijst en op #96 in de Billboard Hot 100.
Nadat Winters de nationale r&b-hitlijst had bereikt met haar derde solopublicatie I Want Action in de herfst van 1967, bracht Diamond Records haar naar New York om te werken met George Kerr, die onlangs r&b-hits had geproduceerd voor The O'Jays en Linda Jones. Met zijn vaste medewerker, arrangeur Richard Tee, koppelde Kerr Winters opnieuw met Johnny Thunder voor We Have Only One Life, dat in februari 1968 werd uitgebracht en een hit werd. Kerr had ook Winters plaat Last Minute Miracle, die hij in 1967 had opgenomen met The Shirelles voor een regionale hitsingle publicatie en ook (als A Last Minute Miracle) met Linda Jones (waarbij alle drie de versies blijkbaar een gemeenschappelijke backing-track delen). Winters' versie werd echter niet uitgebracht, We Have Only One Life blijft haar enige publicatie voor het jaar 1968. Winters maakte niettemin een sterke comeback in 1969 met vier r&b-hits, te beginnen met haar hoogste Amerikaanse solohit, de remake van de hit I Don't Want to Cry van Chuck Jackson uit 1961. Winters bereikte #15 in de r&b-hitlijst in februari 1969 en plaatste zich op #99 in de Hot 100. Twee van Winters' volgende drie singles waren ook remakes, met name van Just a Dream en Guess Who (de respectievelijke originelen zijn van Jimmy Clanton en Jesse Belvin). In 1970 vertraagde Winters' opnameschema opnieuw zonder publicaties tot januari 1971 toen haar opname van de hymne Great Speckled Bird werd uitgegeven door Certron, die Diamond Records begin 1970 had gekocht. Na Certrons eigen sluiting begin 1971, werden hun banden verkocht aan Cutlass Records en werd Winters aangekondigd als zijnde op de selectie van het Cutlass r&b-dochterlabel Hotline, maar Winters had geen publicatie voordat Cutlass in 1973 ontbond.

## I Willen de daaropvolgende carrière
Winters had haar eerste singlepublicatie in bijna drie jaar in oktober 1973, toen Polydor Records Winters' versie van I Will uitgaf, een compositie van Dick Glasser die in de jaren 1960 in de hitparade stond voor zowel Vic Dana als Dean Martin. Terwijl ze Winters' belangrijkste opname bleek te zijn, bereikte haar versie van I Will in de oorspronkelijke publicatie nog maar net de r&b Top 40. Winters had nog de singlepublicatie Love Me Now bij Polydor (geschreven door Paul Kelly), die de nummer 1 bereikte in de hitparade voor WAKY 790-Louisville, die het totaal voor het jaar 1974 Love Me Now op nummer 7 plaatste, terwijl ondanks het zich niet plaatsen in de Billboard Hot 100 Love Me Now werd gerangschikt in de singlehitlijst van zowel Cashbox en Record World met respectievelijke piekposities van op #95 en #91. Winters' twee Polydor singlepublicaties werden beide opgenomen in Nashville met de productie van Stan Shulman en Dean Mathis, evenals Winters' eenmalige singlepublicatie van Playboy Records, een versie van de #1-hit Without You van Nilsson uit 1972, die #95 in de r&b-hitlijst bereikte in december 1975.
In het midden van de jaren 1970 trok Winters zich in terug uit de opnamen, verhuisde in 1973 van Tennessee naar Brevard County (Florida) en vestigde zich als een best beoordeelde nachtclubartiest in Space Coast. Maar in 1977 bracht het in Londen gevestigde onafhankelijke label Creole Records Winters' opname van I Will uit, die in december 1977 de vierde plaats bereikte in de Britse singlehitlijst. Herenigd met producent Stan Shulman, nam Winters nummers op bij Audio Media in Nashville en ook bij Muscle Shoals om een I Will-album te voltooien waarvan de vervolgsingle Come to Me werd uitgebracht. Millennium Records pakte het I Will-album op voor publicatie in de Verenigde Staten met de titelsnede en keerde Winters voor een laatste keer terug naar de Billboard r&b-hitlijst (#97) (de vervolgsingle Treat Me Right zou in de Verenigde Staten niet in de hitlijsten komen). In het Verenigd Koninkrijk werden nog twee singles uitgegeven van I Will, waarvan de eerste I Won't Mention It Again nummer 45 in het Verenigd Koninkrijk bereikte. Winters zou voor de vierde en laatste keer de Britse hitparade bereiken met Baby Lay Down (#43, VK) van het album Songbird uit 1979, waarbij de laatste een uitbreiding is van het I Will-album met nieuwe nummers, waaronder het in Nashville opgenomen nummer Baby Lay Down, uitgebracht bij Stan Shulmans K-tel Records. Nog een van de nieuwe Songbird-nummers Back to Love zou in augustus 1979 de definitieve publicatie van Winters' opnamecarrière worden.

## Overlijden
Ruby Winters overleed in augustus 2016 op 74-jarige leeftijd.

## Discografie

### Singles
- 1966: In the Middle of a Heartache
- 1967: The Bells of St. Mary's
- 1967: Make Love to Me (met Johnny Thunder; origineel: Jo Stafford, 1953)
- 1967: I Want Action
- 1968: We Only Have One Life (Let's Live It Together) (met Johnny Thunder)
- 1969: I Don't Want to Cry
- 1969: Just a Dream (origineel: Jimmy Clanton, 1959)
- 1969: Always David
- 1969: Guess Who (origineel: Jesse Belvin, 1959)
- 1971: Great Speckled Bird
- 1974: Love Me Now
- 1974: I Will (reeds verschenen in november 1973, in de charts in november 1977, origineel: Vic Dana, 1962)
- 1975: Without You
- 1978: Come to Me
- 1978: I Won't Mention It Again, (origineel: Ray Price, 1970)
- 1978: I Will (nieuwe versie)
- 1978: Treat Me Right
- 1978: For the Good Times
- 1979: Back to the Love
- 1979: Baby Lay Down
- 2013: Better

### Albums
- 1978: Ruby Winters / I Will
- 1979: Songbird

### Compilaties
- 2007: The Best of Ruby Winters
- 2009: Early Winters